# Три разбойника (мультфильм)
Три разбойника — мультипликационный фильм Хайо Фрайтага по одноимённой книге 1961 года французского писателя и иллюстратора Томи Унгерера. Унгерер принял участие в написании сценария, а также озвучил роль рассказчика. Премьера фильма состоялась 18 октября 2007 года в Германии и других странах, в России — 5 ноября 2008 года.

## Создатели
Озвучивание:
- Тиффани — Элена Крайль
- Разбойник Маленте — Йоахим Кроль
- Разбойник Дондер-Якоб — Чарли Хюбнер
- Разбойник Флинн — Бела Фельзенхаймер
- Злая Тетушка (хозяйка приюта) — Катарина Тальбах
- Рассказчик — Томи Унгерер

Авторы сценария и режиссёры Беттине и Ахим фон Боррис, Хайо Фрайтаг по книге Томи Унгерера
Композитор Кеннет Паттенгаль
Продюсер Штефан Шеш

## Сюжет
Девочка Тиффани, потеряв родителей, должна отправиться в сиротский приют.
По дороге ночью на карету, которая её везет, нападают три разбойника, которые, не найдя у Тиффани драгоценностей, теряют к ней интерес.
Однако она рассказывает разбойникам, что является дочерью индийского махараджи, который может заплатить за неё богатый выкуп, и тогда разбойники забирают её с собой в пещеру в качестве заложницы.
Сначала они враждебно относятся к Тиффани, но после того, как она раскрашивает пещеру в яркие цвета и учит их читать, разбойники привязываются к ней.
Через несколько дней, после того, как научившиеся читать разбойники узнают из объявления о пропаже Тиффани, что она сирота, обман раскрывается, и Тиффани уходит из пещеры и по своей воле отправляется в сиротский приют.
Параллельно с этим развивается действие в сиротском приюте, который видно из подзорной трубы, установленной около пещеры разбойников.
Дети в приюте вынуждены постоянно работать, собирая сахарную свёклу, из которой потом делаются различные сладости.
Хозяйка приюта, которую боятся не только дети, но даже полицейский, выполняющий все её приказы, может есть эти сладости сколько угодно, в то время как дети живут впроголодь и одеты в лохмотья.
В конце концов два мальчика, Николас и Грегори, убегают из приюта и оказываются ночью в лесу разбойников, где их и встречает идущая в приют Тиффани.
Вместе они возвращаются в приют, где Тиффани отказывается выполнять приказы хозяйки, поднимается в её комнату и обнаруживает там торты и пирожные.
В хозяйку один за другим летят торты. Когда хозяйка хватает её и несёт вниз для наказания, она сталкивается с разбойниками, пришедшими за Тиффани.
Выясняется, что разбойники — три брата, когда-то бежавшие из приюта в лес.
В последующей развязке хозяйка видит, что её не любят, и сама прыгает в варящийся крем и превращается в торт, а дети и разбойники выкупают сиротский приют у государства, заплатив за него имуществом, награбленным разбойниками за долгие годы, и постепенно превращают его в город.

## Дополнительные факты
- В середине фильма разбойники дарят Тиффани рояль и ансамблем играют регтайм Джоплина Entertainer.
- Унгерер известен не только как автор детских иллюстрированных книжек, но и своими карикатурами, в частности, эротического содержания. Из работ для взрослой аудитории в фильм попали сношающиеся на лесной полянке кролики и красный единорог (на одном из плакатов Унгерера такого единорога доит обнажённая женщина).

## Песня разбойников
Мы …жуткаа-а-а… злобные разбойники,
Гроза лесов и гор.
В руках огромное ружье,
и перец, и топор.
Не попадайся на пути,
Развеем в пух и прах.
Мы никого не пощадим,
На всех наводим страх.
Повозка едет не спеша,
Но измененен маршрут.
Стреляем мы, и путники
испуганно орут.
Раздеты и ограблены,
Трепещут до утра.
И слышат наш безумный смех,
И звуки топора.
Сокровища несметные,
И сундуки полны
Сияют в свете голубом
Сообщницы луны
Нам короли и герцоги
с графьями не указ.
Гони скорее золото,
А то получишь в глаз.
От лишнего ненужного,
Избавим не беда.
Ударные ударники
Разбойного труда.
Нас бесполезно умолять,
Наш брат неумолим.
Мы до того бездушные,
Что жутко нам самим.

## Награды
- Deutscher Filmpreis, лучший звук (2008)
- Приз зрительских симпатий на кинофестивале анимационного кино в Аннеси (2008).